# NK Kiseljak
NK Kiseljak je hrvatski nogometni klub iz Kiseljaka, BiH.

## Povijest
NK Kiseljak je osnovan 1921. pod imenom Viktorija, a od 1945. nosi sadašnje ime. Klub svoje domaće utakmice igra na Stadionu hrvatskih branitelja kapaciteta oko 3000 mjesta. 
U sezoni 2008./09. natjecali su se u Drugoj ligi – Zapad I, ali je ta liga ukinuta, pa je Kiseljak odustao od natjecanja u zajedničoj Drugoj ligi – Zapad. Ponovnim formiranjem lige Zapad I Kiseljak se nastavlja natjecati u toj ligi. u sezoni 2011./12. se ponovno natječu u 1. županijskoj ligi zbog istog razloga kao i godinu ranije. U sezoni 2012./13. NK Kiseljak se natječe u Drugoj ligi – Zapad umjesto FK Fojnica koji je odustao od natjecanja zbog financijskih problema. Iste godine Kiseljačani su ispali iz Druge lige. U sezoni 2015./16. postaju prvaci 1. županijske lige čime ostvaruju plasman u Drugu ligu.
U klubu osim seniora igraju pioniri, juniori i kadeti.
Klub je u srpnju 2021. proslavio stotu godišnjicu rada.

## Uspjesi
- Druga liga FBiH – Zapad I
  -  (1): 2010./11.
- Prva liga ŽSB
  -  (1): 2015./16
- Prva liga Herceg-Bosne
  -  (1): 1994./95.
- Kup Herceg-Bosne
  -  (1): 1999./00.[3][4]

## Nastupi u Kupu BiH
2003./04.
- šesnaestina finala: NK Kiseljak – FK Modriča Maxima (I) 0:0 (3:4 p)[6]

2008./09.
- šesnaestina finala: FK Famos Vojkovići  (II) – NK Kiseljak 2:0

## Vanjske poveznice
- Facebook